# Zomerweelde
Zomerweelde is een olieverfschilderij van de Nederlandse schrijver-kunstschilder Jac van Looy, geschilderd rond 1900. Het toont een veld met felblauwe lupinen, geschilderd in een impressionistische stijl. Het doek bevindt zich sinds 2013 in de collectie van het Rijksmuseum.

## Context
Van Looy ging naar de Rijksakademie in Amsterdam en begon zijn loopbaan daarmee als kunstschilder. Onder invloed van zijn vriendschap met leden van de Tachtigers begon hij echter ook te schrijven en uiteindelijk bleek hij daarmee meer succes te hebben dan met zijn schilderwerken. In een recensie bij een overzichtstentoonstelling van zijn werk in 1901, waar ook het hier besproken Zomerweelde te zien was, stond ronduit te lezen dat zijn literaire werk beter was dan zijn werk. Uiteindelijk zou Van Looy na de eeuwwisseling dan ook vooral kiezen voor het schrijverschap, dat vanwege het sterk atmosferische en visualiserende karakter vaak gekenschetst werd als "Schilderen met woorden".

## Afbeelding
Zomerweelde toont een uitgestrekt veld met blauwpaarse lupinen, in de vroege zomer. De bloemenzee vult meer dan de helft van het doek en is optisch volledig dominant. Pas bij scherper kijken vallen de overige elementen op. Rechts op de voorgrond ligt een omgevallen aardewerken bloempot. Grenzend aan het bloemenveld ligt een lange heg, die een soort begrenzing vormt met de rest van de wereld. Erachter ligt een hoger gelegen weg waarop nog net te zien is hoe drie door paarden getrokken hooiwagens met berijders zich kalmpjes voortbewegen. Aan de horizon is Van Looys huis in Soest weergegeven, bijna verholen in de schemer, onder de gloed van de dalende zomer-avondzon. Van Looy bewoonde het huis in Soest in de periode tussen 1894 en 1907, samen met zijn vrouw Titia van Gelder.

## Interpretaties
Schrijver-filosoof Alain de Botton noemde Van Looys Zomerweelde tijdens een lezing over de functie van kunst in 2013 een “schaamteloos lief schilderij” en stelde dat "wij mensen" dit soort schoonheid nodig hebben om “onze levenslust aan te wakkeren”.
Tom van Deel maakte in 2004 een gedicht bij het schilderij, dat als volgt begint:

Tuin vol violieren, paarsblauwe zee

van bandeloze bloei - hij wou met verf

de wemel van dit ogenblik herhalen

en wist: "niets is zoo mooi als zien".

De uitspraak "niets is zo mooi als zien" is ontleend aan een uitspraak van Van Looy zelf en was ook de titel van een overzichtstentoonstelling van zijn werk in 1998-1999, in het Frans Hals Museum.

## Andere bloemenvelden van Van Looy
Van Looy schilderde een vijftal grote bloemenvelden, waaronder het veelgeprezen De tuin, in 1893 geschilderd in de achtertuin van zijn woning in de Amsterdamse Pijp. Deze werken behoren tot de meest impressionistische werken binnen de toenmalige Nederlandse schilderkunst en staan ver af van de grijzige landschappen van de schilders van de Haagse School. De composities doen sterk denken aan werken van Claude Monet, zoals diens Klaprozen en tuinschilderijen, maar ook de invloed van Vincent van Gogh is zichtbaar, hoewel Van Looys weergave van de natuur en de lichtinval realistischer zijn. De afsnijdingen zijn vrij willekeurig en doen denken aan de fotografiekunst, hoewel Van Looy geen foto's als basis gebruikte. Net als zijn impressionistische voorbeelden schilderde hij zijn bloemenvelden stuk voor stuk en plein air.

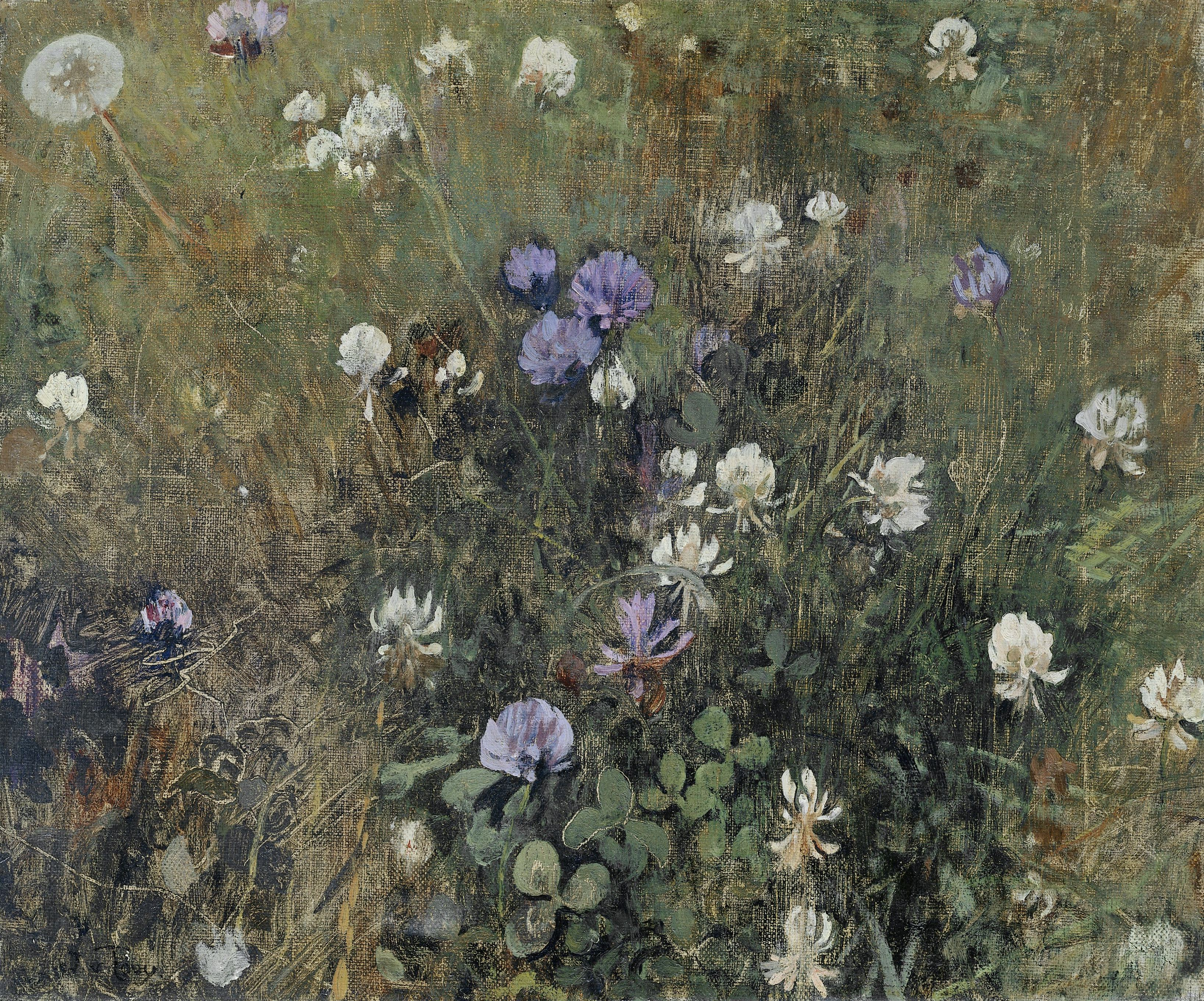
Klaverbloemen, circa 1900, Rijksmuseum
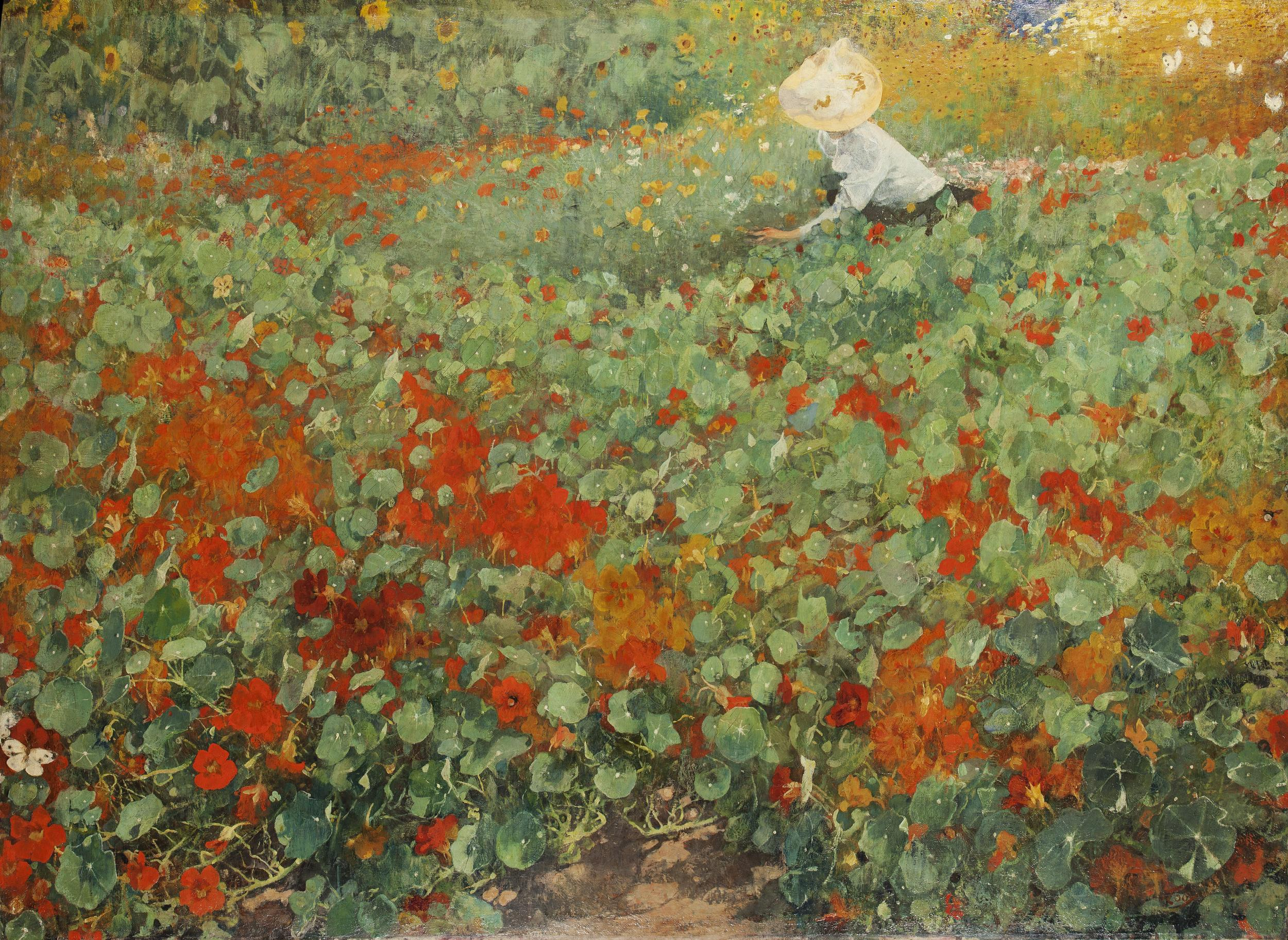
De tuin, met zijn vrouw Titia van Gelder, 1893, Teylers Museum
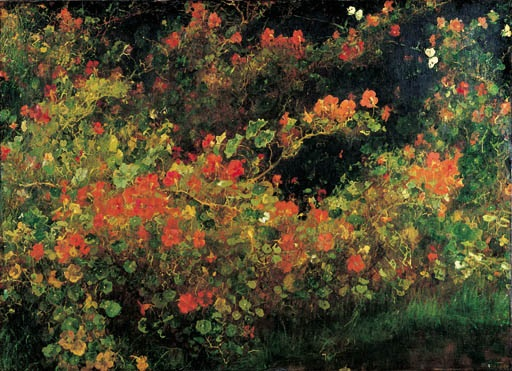
Augustus: Oostindische kers, 1896-1887